# 이규동 (1911년)
이규동(李圭東, 1911년 11월 7일 ~ 2001년 9월 11일)은 대한민국의 군인이다.
2001년 9월 11일에 별세한 그의 유해는 대한민국 대전광역시 유성구 갑동 국립대전현충원에 안장되어 있다.

## 생애
이규동은 1911년 11월 7일에 경상북도 고령에서 출생하였고 지난날 한때 경상북도 상주에서 잠시 유아기를 보낸 적이 있으며 훗날 경상북도 성주에서 성장하였다. 그는 성주에서 이봉년과 결혼하여 만주국으로 가서 슬하에 1남 6녀를 두었으나 딸 셋은 요절하였다 전두환의 아내 이순자는 그의 차녀이다.
봉천군관학교를 4기로 졸업하고 만주에서 육군 경리관으로 일했다. 해방 후에 조선국방경비사관학교를 2기로 졸업하였 이후 1959년에 육군본부 경리감에 보임되었고 이듬해인 1960년 육군 준장으로 전역하였다.
1965년부터 1969년까지 대한주정협회 회장을 지냈고, 제5공화국 당시에는 대한노인회 회장을 지냈다. 사위 전두환은 그의 직속 부하 장교였는데 차녀인 이순자가 전두환을 마음에 들어 하여 그와 결혼했고 전두환은 대한민국의 제11·12대 대통령을 역임했다. 동생 이규승은 육사 7기로 졸업하여 대령으로 예편하였고 그 밑의 동생 이규광도 육사 3기로 졸업하여 준장으로 예편하였다. 계수인 이규광의 아내 장성희를 통해 장영자와 김대중과도 인척 관계를 형성했다.사후 국립대전현충원에 안장되었으며 묘소는 장군1묘역에 있다. 이규동이 남긴 서울 연희동 저택의 본채 500평은 사위인 전두환이 물려받았다는 속설이 있다.

## 가족 관계
- 아버지 :이봉희(1886년~1969년 이후)
- 배우자 : 이봉년 (李鳳年, 1911년 ~ 1991년 10월 21일)
  - 장녀 : 이정자 (李貞子, 1935년 ~ 1936년)
  - 차녀 : 이순자 (李順子, 1939년 ~ )
    - 사위 : 전두환 (全斗煥, 1931년 ~ 2021년)
      - 외손자 : 전재국 (1959년 ~ )
        - 외손주며느리 : 정도경 (1961년 ~ )
          - 증손녀 : 전수현 (1985년 ~ )
          - 증손자 : 전우석 (1988년 ~ )

      - 외손녀 : 전효선 (1963년 ~ )
      - 외손자 : 전재용 (1964년 ~ )
      - 외손자 : 전재만 (1971년 ~ )

  - 3녀 : 이영자 (李英子, 1941년 ~ 1942년)
  - 4녀 : 이신자 (李信子, 1945년 ~ )
  - 5녀 : 이정순 (李貞順, 1947년 ~ )
  - 6녀 : 이영순 (李英順, 1949년 ~ 1961년)
  - 장남 : 이창석 (李昌錫, 1951년 ~ )
    - 며느리 : 홍정녀 (洪貞女, 1952년 ~ )
      - 손자 : 이원근 (1980년 ~ )
- 남동생 : 이규승 (李圭昇, 1920년 ~ 2000년, 일제 강점기 말기 간도특설대 대원을 지내다가 8·15 광복 이후 육사 7기 및 보병학교 졸업. 1958년 대한민국 육군 대령 예편.)
- 남동생 : 이규광 (李圭光, 1925년 ~ 2012년)
  - 제수 : 장성희 (張星姬, 1932년 ~ )
    - 친조카 : 이웅석 (李雄錫, 1953년 ~ )

## 학력
- 봉천군관학교 4기 졸업
- 조선국방경비사관학교 2기 졸업
- 조선경비보병학교 졸업
- 육군포병학교 졸업
- 육군기갑학교 졸업
- 육군대학 졸업

### 명예 박사 학위
- 경북대학교 명예문학 박사

## 같이 보기
- 육군사관학교
- 이규광
- 장영자
- 전두환
- 김대중
- 이조년